# توني ارتشر
توني ارتشر (بالإنجليزية: Tony Archer)‏ هو حكم أسترالي، ولد في 1969 في أستراليا.